# Helleria brevicornis
Helleria brevicornis là một loài chân đều trong họ Tylidae. Loài này được Ebner miêu tả khoa học năm 1868.